# Kevin Thomas Kenney
Kevin Thomas Kenney (Minneapolis, 29 de dezembro de 1959) é um clérigo católico romano americano e nomeado bispo auxiliar em Saint Paul e Minneapolis .

## Vida
Kevin Kenney inicialmente obteve o título de Bacharel em Administração de Empresas pela Universidade de St. Thomas, em Saint Paul . Ele então estudou filosofia e teologia na União Teológica Católica de Chicago , onde obteve o título de Mestre em Divindade, e no Seminário de Saint Paul. Em 28 de maio de 1994, recebeu o sacramento da Ordem Sagrada para a Arquidiocese de São Paulo e Minneapolis.
Após a ordenação, trabalhou na pastoral paroquial em diversas comunidades, primeiro como capelão da Paróquia Saint Olaf em Minneapolis e depois de 1998 a 2004 na mesma cidade como pároco da Paróquia Nossa Senhora da Paz . Depois de mais onze anos como pároco da Paróquia Nossa Senhora de Guadalupe em Saint Paul, serviu como pároco da Paróquia de São Miguel em Kenyon e da Paróquia da Divina Misericórdia em Faribault de 2015 a 2019 . Desde então, ele serviu como pároco da Paróquia de Saint Olaf e administrador paroquial da Paróquia dos Santos Cirilo e Metódio em Minneapolis.
O Papa Francisco o nomeou bispo titular de Chunavia e bispo auxiliar em Saint Paul e Minneapolis em 25 de julho de 2024. A ordenação episcopal do Arcebispo Bernard Hebda está marcada para 28 de outubro de 2024 na Catedral de São Paulo .